# Per Pejstrup
Per Pejstrup (født 23. april 1935 i Randers, død 21. april 2010 på Frederiksberg)[kilde mangler] var tidligere cheffotograf på Berlingske Tidende.  

## De tidlige år i Randers
Per Pejstrup blev født i Randers. Hans far var ansat ved speditør S.C. Sørensen. Faren døde dog tidligt, og Per voksede op sammen med sine søskende hos en alenemor.  Per blev ansat ved Randers Amtsavis, hvor han var fastansat frem til han skulle aftjene værnepligt i 1956. I slutningen af 1956 blev han af militæret sendt til Egypten for at dække Suezkrisen.

## Karriere hos AP og Berlingske
Da Per Pejstrup vendte hjem til Danmark, blev han ansat af Associated Press og udstyret med et 9 x 12 cm Speed Graphic kamera han dog fandt lidt for stort og besværligt. Han købte derfor et af de første Leica MP kameraer (nr. 215) . Associated Press var noget betænkelige ved det noget mindre negativ-format, men indså snart at billeder taget med et så diskret kamera var mere troværdige. I 1958 efter halvandet år hos AP, blev han ansat på Berlingske Tidende han bl.a. var på en 18 måneder reportage for Søndags-BT i Afrika til med sine fire Leica kameraer . Andre opgaver var portrætter af Dan Turell, royale begivenheder, reportager fra New York slumkvarterer, koncertfotos af Louis Armstrong, backstage reportage med Leonard Bernstein m.v.

## Privat
Var gift med Britt Lindemann, som han oplærte til at blive fotograf. De fik sammen 2 sønner og en datter. 

## Udstyr
Hans kameraer var Leica MP, Leica M2, Leica M4, Leicaflex, hans linser 35mm Summilux-M, 50mm Summicron-M, 21mm Super-Aniglion-M, 200 mm Telyt m.fl., hans film Ilford HP 4, HP S, HP 3, Kodak Tri-X og senere, da 80% af hans produktion var i farver, Kodachrome II og High Speed Ektachrome.
Hans omfattende billedarkiv administreres af Scanpix.

## De sidste år
Per Pejstrup døde 21. april 2010. I de sidste år af sit liv levede han en tilbagetrukken tilværelse, glemt af sin familie og nærmeste. Datteren Maren Lindemand døde samme år.[kilde mangler]
Han efterlod sine sønner Mads Lindemann og Jens Nielsen samt datteren Pernille Nielsen.